# Glyptopora crassistoma
Glyptopora crassistoma är en mossdjursart som beskrevs av Mather 1915. Glyptopora crassistoma ingår i släktet Glyptopora och familjen Hexagonellidae. Inga underarter finns listade i Catalogue of Life.